# Соколовский, Василий Иоанникиевич
Василий Иоанникиевич Соколовский (1885—1943) — участник Белого движения на Юге России, полковник Генерального штаба.

## Биография
Из дворян Екатеринославской губернии. Сын подполковника.
Окончил 3-й Московский кадетский корпус (1903) и Михайловское артиллерийское училище (1905), откуда выпущен был подпоручиком в 5-ю артиллерийскую бригаду. Произведен в поручики 29 августа 1908 года, в штабс-капитаны — 31 августа 1912 года.
В 1914 году окончил два класса Николаевской военной академии. С началом Первой мировой войны был причислен к Генеральному штабу. Пожалован Георгиевским оружием
За то, что, будучи в чине штабс-капитана, в период подготовки форсирования р. Днестра у д. Хмелево, с 22 по 25 апреля 1915 года, руководя работой группы офицеров по разведке пункта переправы, добыл с явной для своей жизни опасностью весьма ценные сведения о свойствах исследуемого пункта, а в ночь с 25 на 26 апреля, находясь при авангарде дивизии, первым переправился на понтонах через р. Днестр и, став во главе передовых частей авангарда, обеспечил дальнейшую переправу, чем действительно способствовал успеху дивизии.
14 июля 1916 года произведен в капитаны, с переводом в Генеральный штаб и назначением старшим адъютантом штаба 1-й Заамурской пограничной пехотной дивизии. В 1917 году был произведен в подполковники.
В Гражданскую войну участвовал в Белом движении на Юге России в составе Добровольческой армии и ВСЮР. Полковник. С 23 октября 1918 года назначен начальником штаба 1-й конной дивизии, с 11 ноября — начальником штаба 1-го конного корпуса, в декабре 1918 года — начальник штаба 3-го Кубанского корпуса. 8 июня 1919 года назначен начальником 1-й Кавказской казачьей дивизии. В Русской армии — до эвакуации Крыма. Галлиполиец.
В 1925—1931 годах был начальником Константиновского военного училища в Болгарии. В 1931 году переехал во Францию. Работал шофером такси, был членом Союза русских шоферов. Преподавал в Офицерской школе усовершенствования военных знаний, где читал лекции об истории Гражданской войны. Также был воспитателем в Русском кадетском корпусе в Версале. Возглавлял группу Константиновского военного училища во Франции, состоял членом Общества офицеров Генерального штаба и председателем Объединения киевлян-константиновцев в Париже. Поместил заметку «На волосок от смерти» в номере журнала «Часовой», посвященном генералу Врангелю (1929, №7—8).
Умер в 1943 году Париже. Похоронен на кладбище Сент-Женевьев-де-Буа.

## Награды
- Орден Святой Анны 4-й ст. с надписью «за храбрость» (ВП 12.02.1915)
- Орден Святого Станислава 3-й ст. с мечами и бантом (ВП 12.02.1915)
- Орден Святого Владимира 4-й ст. с мечами и бантом (ВП 25.03.1915)
- Орден Святого Станислава 2-й ст. с мечами (ВП 21.11.1915)
- Орден Святой Анны 3-й ст. с мечами и бантом (ВП 9.12.1915)
- Георгиевское оружие (ВП 31.12.1916)
- старшинство в чине капитана с 9 августа 1913 (дополнение к ВП 15.08.1916)